# (29684) 1998 XF51
A (29684) 1998 XF51 a Naprendszer kisbolygóövében található aszteroida. A LINEAR projekt keretében fedezték fel 1998. december 14-én.